# Petr Koza
Petr Koza (* 3. prosince 1981, Praha) je český filmový producent a herec.

## Život a dílo
Po studiu Základní školy s rozšířeným vyučováním jazyků při Pedagogické fakultě Univerzity Karlovy v Drtinově ulici v letech 1998–2002 absolvoval Střední průmyslovou školu sdělovací techniky Panská (obor obrazová a zvuková technika), poté jeden rok Soukromou vyšší odbornou školu filmovou v Písku (obor produkce) a v roce 2004 byl přijat na Filmovou a televizní fakultu Akademie múzických umění (obor produkce).
Od roku 2003 se věnuje filmové produkci a realizuje celovečerní filmy a dokumenty, ale i různé hudební a kulturní akce, příležitostné je obsazován i do epizodních rolí.
Od roku 2004 spolupracuje s českým producentem Čestmírem Kopeckým, s Asociací režisérů a scenáristů, aj.
V rámci svých studií na FAMU v roce 2009 producentsky debutoval dokumentárním filmem Longplay (režie Vladimír Škultéty) o designu obalů českých hudebních nosičů, který byl oceněn mimo jiné na festivalu Arts and Films v Telči a odvysílán v České televizi.
V roce 2011 spoluzaložil produkční společnost Bio Art Production, s. r. o., zaměřující se především na celovečerní filmy a dokumenty: 5 Pravidel (režie Vavřinec Menšl, 2013), dokument o Zuzaně Michnové Jsem slavná tak akorát (režie Jitka Němcová, 2013), záznam koncertu Zuzana Michnová a hosté (režie Jitka Němcová, 2014), Mánes na vodě (režie Vladimír Škultéty, 2015), Zejtra napořád (režie Rudolf Havlík, 2014), Tajemství Divadla Sklep aneb Manuál na záchranu světa (režie Olga Dabrowská, 2016).
Koproducentsky se podílel na těchto projektech: 7 dní hříchů (režie Jiří Chlumský, 2012), Takovej barevnej vocas letící komety (režie Václav Kučera, 2015). Jako výkonný producent či vedoucí produkce se dále podílel např. na těchto filmových projektech: … A bude hůř (režie Petr Nikolaev, 2007), Zlatá šedesátá (režie  Martin Šulík, 2009), 25 ze šedesátých, aneb Československá nová vlna (režie  Martin Šulík, 2010), Kuličky (režie  Olga Dabrowská, 2008), Babička (režie  Zuza Piussi, 2009), Jarmareční bouda (režie  Pavel Dražan, 2009), Zvláštní vydání (režie  Andrej Krob, 2010), Za světlem tmou (režie  Pavel Bureš, 2012), Takovej barevnej vocas letící komety (režie  Václav Kučera, 2015), Tajemství Divadla Sklep aneb Manuál na záchranu světa (režie Olga Dabrowská, 2016).
Producentsky vedl vývoj celovečerního hraného filmu Cena za štěstí (režie Olga Dabrowská, 2016). Jako partner filmu se podílel na výrobě celovečerního filmu Nechte zpívat Mišíka (režie Jitka Němcová, 2017) a v témže roce vyprodukoval krátký hraný film Satisfakce (režie Lucie Rušková), jenž získal první cenu na přehlídce krátkých filmů Free Cinema. V témže roce byl také koproducentem hudebního dokumentu Miroslav Vitouš – Jazzová legenda (režie Petr Kaňka, 2017). Byl producentem a výkonným producentem celovečerního dokumentárního filmu Příběh tantry (režie Viliam Poltikovič, 2020). V roce 2022 se stal partnerem celovečerního filmu Michael Kocáb - Rocker versus Politik (režie Olga Sommerová).
V roce 2020 založil vlastní produkční společnost KOZA Film, s.r.o., ve které se zaměřuje především na hudební a výtvarná témata.

Od roku 2014 je pořadatelem Letního kina Kamínka na Zbraslavi. 